# Разанаколона, Матьё
Матьё Разанаколона (фр. Mathieu Razanakolona; 2 августа 1986) — мадагаскарский горнолыжник, первый в истории страны участник Зимних Олимпийских игр.

## Биография
Матьё Разанаколона родился в 1986 году в Монреале. Его отец был родом из Мадагаскара, а мать — канадка.
В 2004 году он решил выступить на Олимпиаде в Турине, для чего стал активно выступать в стартах под эгидой FIS, которые в большом количестве проводились в его родном Квебеке.
За несколько недель до начала Олимпиады Разанаколона дебютировал на Кубке мира, проведя единственный в карьере старт на этом уровне. В первой слаломной попытке в Шладминге он был дисквалифицирован.
На Олимпийских играх мадагаскарец выступил в технических видах программы. В слаломе он сошёл уже в первой попытке, а соревнования по гигантскому слалому он завершил на 39-й позиции, проиграв почти полминуты Бенджамину Райху, но при этом обойдя спортсменов из Китая и Кыргызстана.
В 2009 году Разанаколона был признан виновным в мошенничестве на сумму 500 тысяч канадских долларов и был приговорен к двухлетнему заключению, но взят на испытательный срок.